# 下川涼
下川 涼（しもかわ りょう、9月3日 - ）は、日本の男性声優。熊本県出身。アクセント所属。

## 来歴
熊本市立総合ビジネス専門学校卒業。アクセント附属養成所シャイン13期生。

## 人物
特技はサッカー。趣味はドライブ。

## 出演
太字はメインキャラクター。

### テレビアニメ
- 妖怪ウォッチ シャドウサイド（2019年、男子[初出 1]）
- ふしぎ駄菓子屋 銭天堂（2024年、囲碁教室の人[初出 2]、街の人[初出 3]）
- ある魔女が死ぬまで（2025年、島民[初出 4]）

### Webアニメ
- バトルスピリッツ ミラージュ（2022年、レイター）
- サイバーパンク エッジランナーズ（2022年、トラウマチーム、MAX-TAC）
- SAND LAND: THE SERIES（2024年、サンドランド国民、フォレストランド王国軍兵士、サンドランド国王軍兵士）

### OVA
- IS 〈インフィニット・ストラトス〉2 OVA ワールド・パージ編（2014年、隊員）

### ゲーム
- アンチャーテッド 海賊王と最後の秘宝（2016年）
- パラノーマル・キス（2017年）
- Ghost of Tsushima（2020年）
- プレデター ハンティンググラウンズ（2020年）
- Marvel's Spider-Man:Miles Morales（2020年）
- ドラゴンクエストX 天星の英雄たち オンライン（2022年、導きの天使[2]）
- Horizon Forbidden West（2022年）
- ファイナルファンタジーXVI（2023年）[3]
- アーマード・コアVI ファイアーズオブルビコン（2023年、V.VIII ペイター）
- デッドライジング デラックスリマスター（2024年）

### ボイスコミック
- 仄見える少年（2020年 - 2021年、片儺木伊織）

### 吹き替え

#### 映画
- 愛と青春の旅だち ※VOD版
- 悪女/AKUJO
- アトラクション 制圧（ゼーニャ）
- アナと世界の終わり（クリス・ワイズ〈クリストファー・ルヴォー〉）
- アリータ: バトル・エンジェル（アジャカティ〈マルコ・サロール〉[4]）
- ある愛の詩 ※Netflix版
- アンドロン（アレクサンダー）
- オペレーション・フィナーレ（クラウス）
- ケミカル・ハーツ（ヘンリー・ペイジ）
- コネチカットにさよならを（プレストン〈トーマス・マン〉）
- ザ・テキサス・レンジャーズ（テッド・ヒントン〈トーマス・マン〉）
- ザ・プレデター（ショーン・キース〈ジェイク・ビジー〉[5]）
- シグナル（ジョナ〈ボー・ナップ〉）
- ジュマンジ/ウェルカム・トゥ・ジャングル（若いアレックス）
- スクール・オブ・ロック（アッシャー）
- スクリーム2（スターボ）
- STUBER/ストゥーバー（オカ・テジョ〈イコ・ウワイス〉）
- スリーパーズ（マイケル・サリヴァン〈ブラッド・ピット〉） ※Netflix版
- ネイビーシールズ: チーム6
- Tick, tick... BOOM! : チック、チック…ブーン!（ジョナサン・ラーソン〈アンドリュー・ガーフィールド〉）
- バスターのバラード
- ピーターラビット（まちねずみジョニー）※機内上映版
- 復活（ルシウス）
- ファースト・マッチ（オマリ〈ジャレル・ジェローム〉）
- ベイビー・ドライバー（ベイビー / マイルズ〈アンセル・エルゴート〉[6]）
- ボヘミアン・ラプソディ（デヴィッド〈マックス・ベネット〉[7]）
- 誘拐の掟（TJ〈アストロ〉）
- 48時間（ルーサー〈デヴィッド・パトリック・ケリー〉）※オンデマンド配信版
- ランペイジ 巨獣大乱闘
- ワウンズ: 呪われたメッセージ

#### ドラマ
- iゾンビ
- アレクサ&ケイティ（ルーカス）
- ウィッチャー (テレビドラマ)（リエンス）
- Xカンパニー 戦火のスパイたち（ハリー・ジェームズ）
- NCIS 〜ネイビー犯罪捜査班
- オルタード・カーボン
- 仮面（ジヒョク）
- 逆賊-民の英雄ホン・ギルドン-（チョ・ジョンハク）
- ザ・ボーイズ（フレンチー / セルジ〈トマー・カポン〉）
- ザ・ラストシップ（クルーズ、カール・ニシオカ）
- ジ・アメリカンズ（マシュー・ビーマン）
- SUITS/スーツ7（ブライアン、若いルイス）
- スーパーナチュラル
- スクリーム・クイーンズ2（キャシディ・カスケード〈テイラー・ロートナー〉）
- ティーン・ウルフ（ジャクソン / セオ）
- ディキンスン 〜若き女性詩人の憂鬱〜
- ナイトフォール -悲運の騎士団-（パルシファル）
- のだめカンタービレ（ク・ソンジュ）
- 犯罪分析官ハリファックス: 歪んだ天罰（ニック・タナー〈リック・ドナルド〉[8]）
- ハンドレッド（ムベゲ）
- THE BRIDGE/ブリッジ4（クリストファー）
- ボクらを見る目（コーリー・ワイズ〈ジャレル・ジェローム〉）
- Major Crimes 〜重大犯罪課
- ルーク・ケイジ2

#### アニメ
- シーラとプリンセス戦士（ダブルトラブル）
- スモールフット（滑る男[9]）
- ラブ、デス&ロボット（マレンチェンコ）
- アーケイン (アニメ)（ビクター）

### 初出話一覧
1. ↑  第38話初出
2. ↑  第129話初出
3. ↑  第132話初出
4. ↑  第11話初出